# От (Мёрт и Мозель)
От (фр. Othe) — коммуна во французском департаменте Мёрт и Мозель региона Лотарингия. Относится к  кантону Лонгийон.	

## География
От расположен в 70 км к северо-западу от Меца и в 105 км к северо-западу от Нанси. Коммуна находится в анклаве в департаменте Мозель и недалеко от границы с Бельгией. Соседние коммуны: Велонь и бельгийский Торньи на северо-востоке, Эпье-сюр-Шьер на востоке, Шаранси-Везен и Виллер-ле-Рон на юго-востоке, Фласиньи на юге, Ире-ле-Сек на юго-западе, Базей-сюр-Отен на западе.

## История
- На территории коммуны находятся следы галло-романской культуры.
- От входил в историческую провинцию Барруа.

## Демография
Население коммуны на 2010 год составляло 31 человек.
| 1962 | 1968 | 1975 | 1982 | 1990 | 1999 | 2010 |
| ---- | ---- | ---- | ---- | ---- | ---- | ---- |
| 36   | 29   | 15   | 16   | 25   | 32   | 31   |

## Достопримечательности
- Церковь Сен-Мартен, хоры XIII века, башня и неф XVI века, неф переделан в XVIII.